# Garo (periodico)
Garo (ガロ?) è stata una rivista mensile antologica giapponese, fondata nel 1964 da Katsuichi Nagai (長井勝一?), specializzata in manga alternativi e d'avanguardia.

## Storia
Katsuichi Nagai fondò Garo nel luglio del 1964 con l'aiuto di Sampei Shirato. La prima serie pubblicata su Garo fu il dramma ninja Kamui , dello stesso Shirato, che descrive i meccanismi della discriminazione sociale e la miserevole sorte degli intoccabili hinin nella società dell'epoca Edo, con i suoi temi di lotta di classe e anti-autoritarismo valse a Shirato il consenso entusiasta degli universitari in rivolta. 
Il lancio di Garo avviene in un momento chiave della storia del Giappone. Il paese è pronto ad ospitare i giochi olimpici del 1964, un evento che segna il suo grande ritorno nel concerto delle grandi nazioni. 
L'arcipelago è entrato in una fase di incredibile sviluppo economico che gli permetterà di salire tra le prime tre potenze economiche al mondo. Questa mutazione economica sconvolge gli stili di vita e la società.
Le campagne si svuotano e le città si popolano. Per i giapponesi è giunto il momento di girare pagina dopo il periodo postbellico.
La televisione fa il suo ingresso nelle case. L'ascesa del piccolo schermo ha la conseguenza di svuotare i cinema, e dando anche un colpo fatale alle biblioteche a prestito, le Kashihonya (貸本屋?, kashihon'ya), spesso ambulanti, che fornivano un servizio di scambio di libri usati con libri nuovi e specializzate in gran parte nel manga prettamente destinato a un pubblico giovane.
In questo contesto storico si inserisce la fondazione di Garo. Per reclutare nuovi fumettisti che fossero determinati a scuotere i codici in vigore nel manga mainstream, nel maggio del 1965 Shirato scrive in suo editoriale: «Una nuova generazione deve prendere il posto della vecchia. Dobbiamo inventare storie rilevanti senza paura di forgiare uno stile unico e personale al fine di stimolare autori e lettori». 
In altre parole, Nagai e Shirato considerano la rivista come una sorta di luogo di formazione, autentico campo di addestramento, in cui anche autori con una tecnica non ancora affinata, ma con buone idee, potessero trovare un terreno d’incontro ed espressione. 
La tecnica, erano consapevoli, sarebbe venuta più tardi con la pratica. Per questo approccio editoriale radicale, Garo attrae rapidamente disparate categorie di artisti. 
Invariabilmente, il motivo per cui gli autori vengono sedotti dalla rivista è proprio questa vocazione alla libertà artistica, laddove nelle riviste manga tradizionali gli editori spingevano gli artisti a conformarsi a un certo stile o alle richieste del mercato.
Il risultato è stato una vasta gamma di stili e capacità tecniche. Garo si distingue, in questo modo, come attrattore di libertà e creatività nell'universo di manga.
La diffusione della rivista , al culmine della sua popolarità nel 1971, era di oltre ottantamila copie . Tuttavia, durante gli anni '70 e '80 la sua popolarità comincia a diminuire. 
Verso la metà degli anni '80 la sua diffusione era di poco più di ventimila copie , e si paventava una fine imminente. 
A partire dal 1974 il manga di massa prende il sopravvento. Garo gradualmente perde lettori diminuendo la tiratura a duemila copie.
Rimane comunque un luogo di sperimentazione, così come voleva il suo fondatore. Nagai riuscì a fare sopravvivere il progetto in modo indipendente fino al 1991, quando fu acquistato da una società di software per video game. 
Sebbene fosse stato nominato un nuovo, giovane presidente e la pubblicità per i giochi per computer (basata sulle storie di Garo) abbia iniziato a essere pubblicata sulla rivista, Nagai rimase presidente del consiglio d'amministrazione fino alla sua morte nel 1996.
Dopo l'acquisizione, vi furono critiche sul fatto che l'antologia avesse intrapreso un percorso più commerciale e meno indipendente. Alla fine, alcuni autori di Garo andarono per la propria strada confluendo in altre riviste antologiche come AX.
Nel 2002 Garo cessa la pubblicazione. Nonostante la sua scomparsa, il mensile rimane un punto di riferimento nel mondo dei manga.

## Stile e influenza
Per gran parte della sua esistenza, Garo è stata una vetrina del manga sperimentale in Giappone. Nel corso degli anni ha attraversato molte fasi artistiche: dai drammi sociali sui samurai ed i ninja di Sampei Shirato, all'arte astratta e surrealista, all'erotico-grottesco (ero-guro).
A differenza di molte riviste antologiche, Garo non ha mai avuto un tema fisso a cui le opere pubblicate dovevano conformarsi, i requisiti più importanti erano che fossero interessanti e che si desse più importanza alla sostanza dei contenuti che alla forma grafica.
(Takashi Nemoto)
Sebbene sia stata una rivista perlopiù di nicchia, la sua influenza all'interno del mercato dei manga e nella società giapponese nel suo complesso è stata considerevole. 
Molti artisti manga, che hanno iniziato la loro carriera su Garo, hanno continuato a fare lavori di alto livello altrove. Il design grafico contemporaneo in Giappone deve molto agli artisti Garo, a partire dal lavoro di King Terry, pioniere dello stile heta uma, dove il contrasto estetico è voluto, risultando ribelle e provocatorio tramite un tratto del disegno infantile, sgraziato ed essenzialmente ironico.
Nelle pagine di Garo anche il gekiga subisce nuova spinta e consacrazione racchiudendo in sé lavori di generi e stili molto diversi tra loro: da storie di lotta di classe mascherate da drammi storici di samurai e ninja, a opere di stampo noir e hard-boiled, a racconti di tipo neo-realista e autobiografico.

## Mangaka associati aGaro
- Takashi Nemoto
- Susumu Katsumata
- Oji Suzuki
- Masumura Hiroshi
- Carol Shimoda
- Hinako Sugiura
- Muddy Wehara
- Murasaki Yamada
- Sanpei Shirato
- Shoichi Sakurai

- Tadao Tsuge
- Suehiro Maruo
- Kiriko Nananan
- Suzy Amakane
- Shungicu Uchida
- Seiichi Hayashi
- Shigeru Tamura
- Teruhiko Yumura
- Hideyasu Moto
- Yoshiharu Tsuge

- Yoshikazu Ebisu
- Yoshihiro Tatsumi
- Chiyomi Hashiguchi
- Shin'ichi Abe
- Usamaru Furuya
- Shigeru Mizuki
- Imiri Sakabashira
- Yusaku Hanakuma
- Kazuichi Hanawa
- Nekojiru